# کارل ریگل
کارل ریگل (انگلیسی: Carl Riegel; ۶ ژانویهٔ ۱۸۹۷ – ۲۶ نوامبر ۱۹۷۰) بازیکن فوتبال اهل آلمان بود.
از باشگاه‌هایی که در آن بازی کرده‌است می‌توان به باشگاه فوتبال نورنبرگ اشاره کرد.
وی همچنین در تیم ملی فوتبال آلمان بازی کرده‌است.